# Lingua chaga
La lingua chaga è una lingua bantu parlata in Tanzania.

## Distribuzione geografica
Secondo Ethnologue, si stima che la lingua chaga sia parlata da oltre un milione di persone in Tanzania, appartenenti alla popolazione Chaga, che vive principalmente sui contrafforti del Kilimangiaro e del Monte Meru.

### Dialetti e lingue derivate
La lingua chaga è un continuum dialettale che comprende i seguenti idiomi:
- Lingua machame (codice ISO 639-3 jmc), chiamata anche kimachame, kimashami o machambe[2]
- Lingua mochi (old), chiamata anche kimochi, kimoshi, moshi, mosi o old moshi[3]
- Lingua rombo (rof) o kirombo[4]
- Lingua vunjo (vun), detta anche kivunjo, kiwunjo o wunjo[5]

## Classificazione
Secondo Ethnologue, la classificazione della lingua chaga è la seguente:
- Lingue niger-kordofaniane
  - Lingue congo-atlantiche
    - Lingue volta-congo
      - Lingue benue-congo
        - Lingue bantoidi
          - Lingue bantoidi meridionali
            - Lingue bantu
              - Lingue bantu centrali
                - Lingue bantu E
                  - Lingua chaga (E.62)
                    - Lingua machame (codice ISO 639-3 jmc)
                    - Lingua mochi (old)
                    - Lingua rombo (rof)
                    - Lingua vunjo (vun)

## Sistema di scrittura
Per la scrittura viene utilizzato l'alfabeto latino.